# Großfeldsiedlung

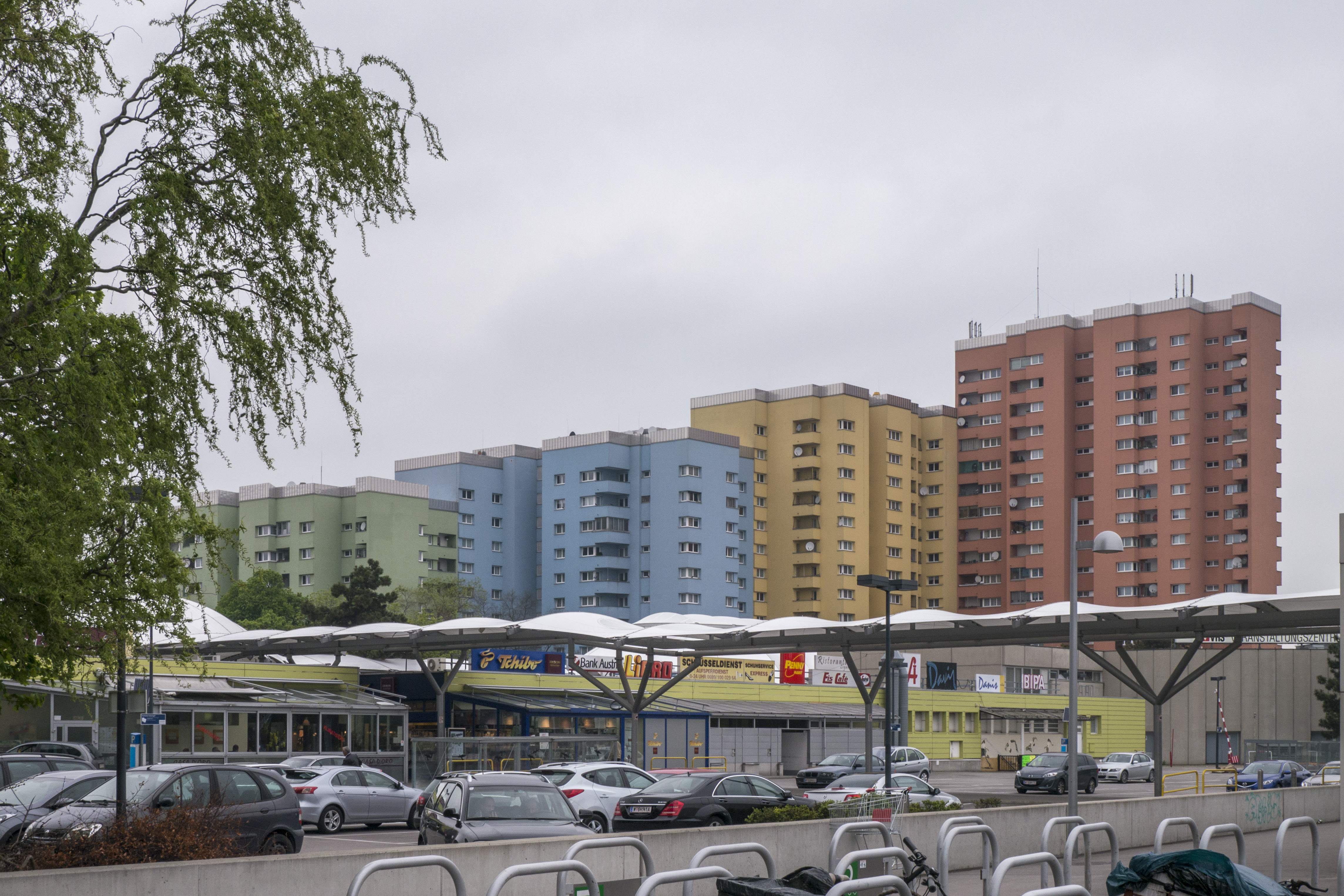
Der Bauteil nahe dem Einkaufszentrum wurde bunt gestaltet

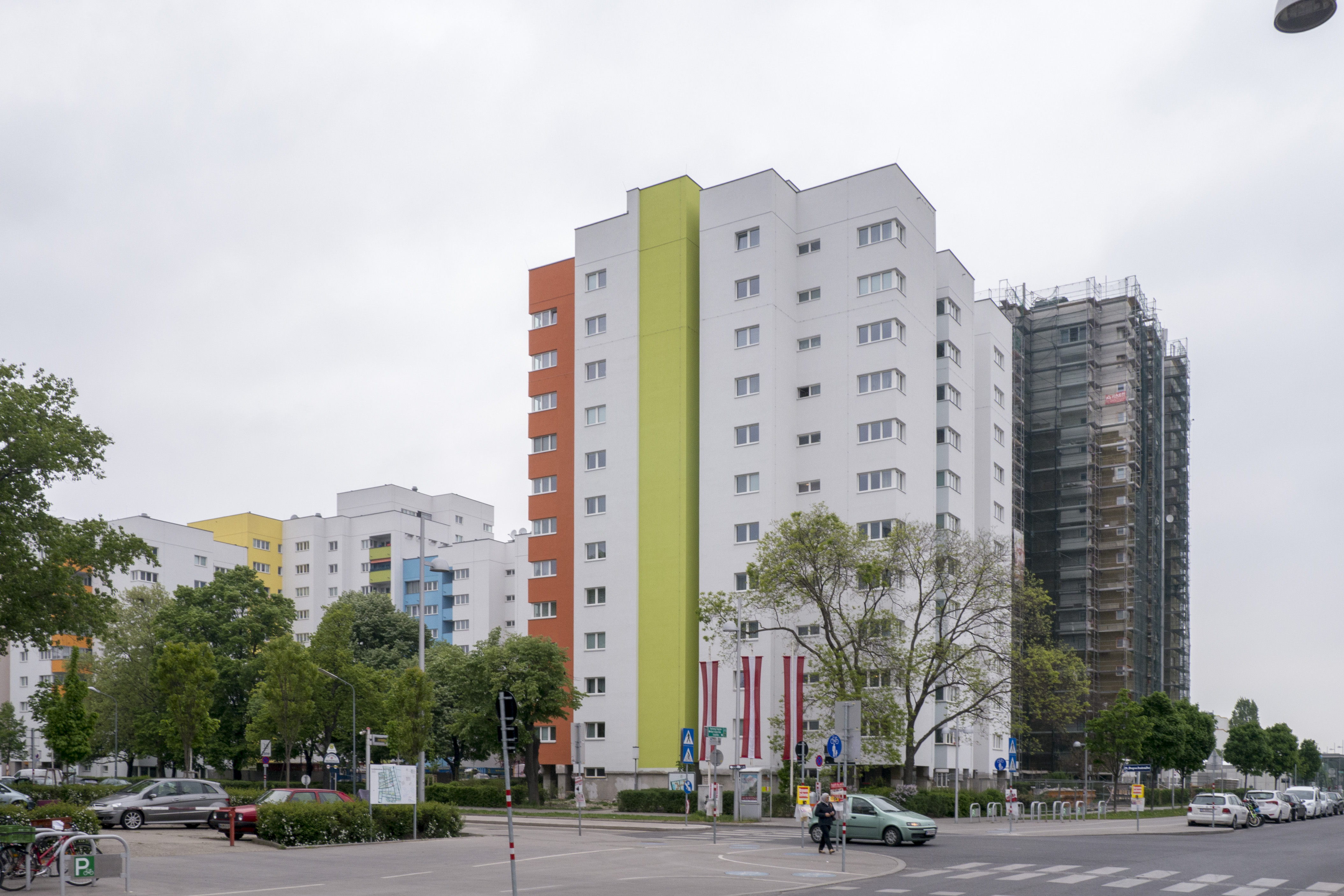
Einer der größeren Bauteile

Die Großfeldsiedlung ist eine kommunale Stadtrandsiedlung im Bezirksteil Leopoldau im 21. Wiener Gemeindebezirk, Floridsdorf. Mit 5516 Wohnungen ist sie einer der größten Gemeindebauten Wiens.
Für das Areal am Großen oder langen Feld zwischen der Nordbahn im Norden (seit 1962 mit der S-Bahn-Station Leopoldau) und dem historischen Angerdorf Leopoldau im Südwesten, der Egon-Friedell-Gasse im Westen und der Kagran mit Gerasdorf bei Wien verbindenden Seyringer Straße im Osten sind Verbauungspläne schon auf dem Stadtplan von 1912 zu ersehen. 1933 stellte die Stadt Wien das Areal für eine Siedlung für Erwerbslose zur Verfügung, da in der Stadt infolge der Weltwirtschaftskrise hohe Arbeitslosigkeit herrschte. Jeder Siedler erhielt damals etwa 2500 m² Grund, um sich selbst mit Obst und Gemüse versorgen und Hühner und Hasen halten zu können. Um 1960 weist der Stadtplan daher einen im Vergleich zu heute sehr lockeren Straßenraster auf.
Anfang der 1960er Jahre wurde das Areal mit Strom-, Gas- und Abwasserleitungen erschlossen, dann wurden neue Straßen gebaut.
1966–1973 wurden hier vom Magistrat der Stadt Wien zahlreiche Gemeindebauten errichtet, eine „Wohnstadt“ für 21.000 Bewohner mit einem Zentrum aus Hochhäusern, Haus der Begegnung, Kindergärten, Schulen, Pensionisten-Wohnhaus und Grünanlagen, seit 1984 auch mit dem Großfeldbad genannten Hallenbad (Oswald-Redlich-Straße 44). Dazu musste ein Teil der Siedler abgesiedelt werden; die großen Grundstücke wurden für die verbleibenden Siedler stark verkleinert, um neue Bauplätze zu gewinnen. 1971 charakterisierte die Stadtverwaltung ihre Planung so: Alte Siedlungshäuser, Einfamilienhäuser und einstöckige Reihenhäuser wechseln mit Häusern bis zu 17 Geschoßen.
Das Einkaufszentrum (Ecke Dopschstraße / Kürschnergasse) mit über 10.000 m² Fläche wurde Großfeldzentrum benannt. Die gesamte Anlage ist mit im Freien aufgestellten Plastiken künstlerisch ausgestaltet, außerdem befinden sich an vielen Häusern Reliefs, Mosaike und Sgraffiti, die im Auftrag der Stadt Wien geschaffen wurden. An der Wassermanngasse wurden später vom Unterrichtsministerium die Hertha-Firnberg-Schulen für Wirtschaft und Tourismus errichtet. Von 2013 bis 2016 erfolgte eine Sanierung der Wohnhausanlage.
An der Herzmanovsky-Orlando-Gasse wurde von 1970 bis 1971 die römisch-katholische Pfarrkirche Don Bosco nach Plänen des Architekten Clemens Holzmeister errichtet. Die Heilig-Kreuz-Kirche befindet sich in der Dominik-Wölfel-Gasse.

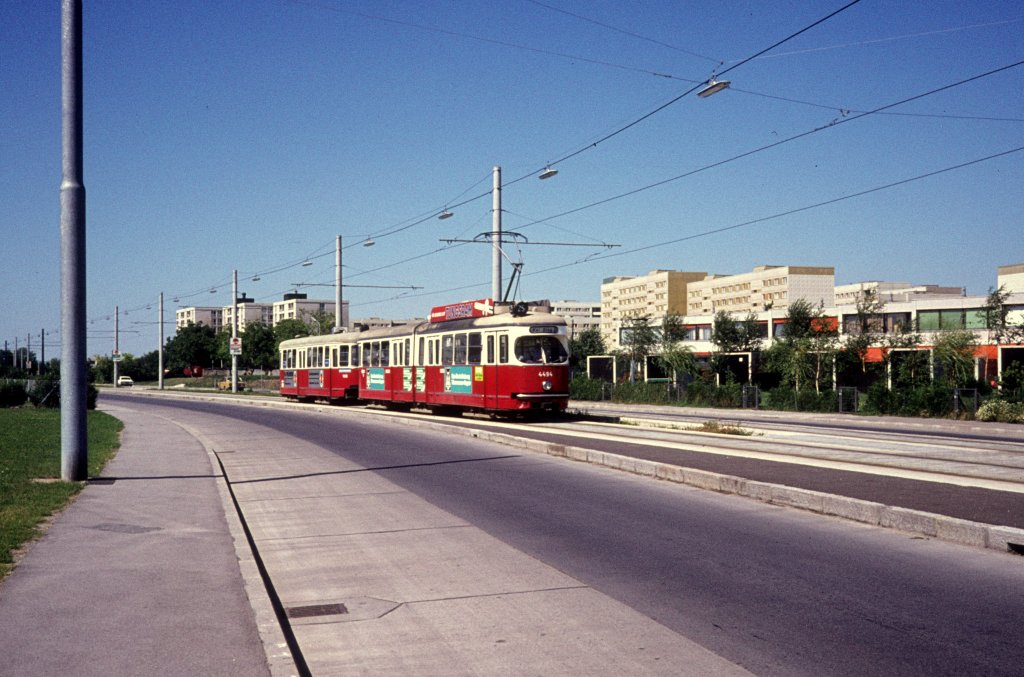
Kürschnergasse mit Straßenbahn, 1977

Das südlich der Siedlung gelegene Leopoldau war 1917–1970 Endstation der aus Floridsdorf kommenden Straßenbahnlinie 117, ab 1961: 17A. Die Großfeldsiedlung selbst wurde nach ihrem Ausbau durch die vom Bahnhof Wien Floridsdorf ausgehenden Autobuslinien 28A und 29A erschlossen, an ihrem Nordrand verkehrt die Schnellbahn. 1976–2006 führte die Straßenbahnlinie 25, von der U-Bahn-Station Kagran (U1) kommend, in die Siedlung. Seit 2006 ist die Siedlung mit der U-Bahn-Station Großfeldsiedlung und der Endstation Leopoldau der verlängerten U1 (neben der S-Bahn-Station) an das Wiener U-Bahn-Netz angeschlossen.